# Sztuka hetycka

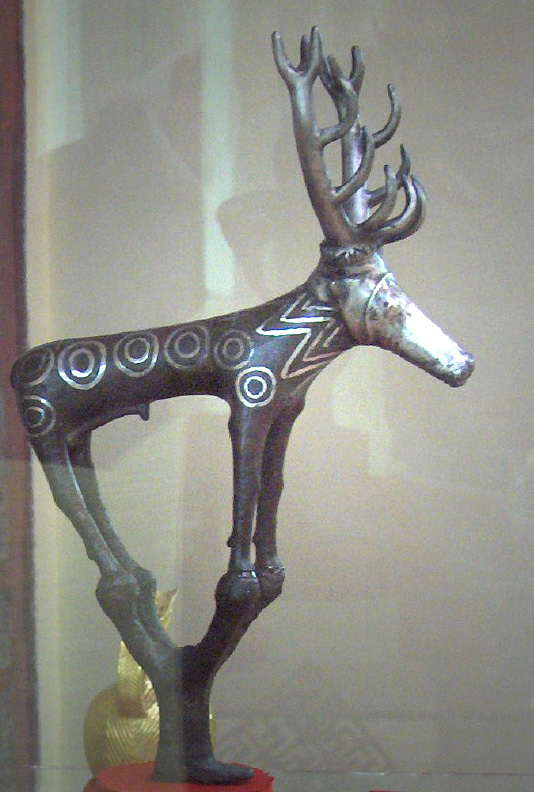
Figurka jelenia z brązu (symbol bóstwa), Alaca Hüyük, 2100-2000 p.n.e.

Sztuka hetycka – sztuka Hetytów sięga początkami II tysiąclecia p.n.e. i wiąże się ściśle z kulturą ludu Hattu (Protohetytów). Sztukę tę można podzielić na okresy:
- wczesny – znalezione w nekropolii Alaca Hüyük naczynia i ozdoby z metali szlachetnych, drobne figurki z brązu i gliny, tłoki pieczętne z kamienia ze scenami z eposu o Gilgameszu, okrągłe tarcze o motywach geometrycznych i zoomorficznych ;
- Starego Państwa – sztuka tego okresu znana jest przede wszystkim z niewielkich rzeźb z brązu i starannie wykonanej ceramiki;
- Nowego Państwa – okres rozwoju monumentalnej architektury i rzeźby ;
- nowohetycki – po upadku własnego imperium sztuka Hetytów rozwijała się w kilku niezależnych ośrodkach na obszarze Syrii, gdzie wyraźnie podlegała wpływom fenickim i aramejskim.

Architektura hetycka w szczytowym okresie swego rozwoju, tj. w czasach Nowego Państwa, charakteryzuje się monumentalnością, a zarazem dostosowaniem do ukształtowania terenu. Miasta lokowano na wzgórzach, otaczając je potężnymi fortyfikacjami (twierdza Hattusas – dzisiejsze Bogazköy/Bogazkale). Budynki mieszkalne dochodziły prawdopodobnie do wysokości kilku kondygnacji. Tematyką głębokich reliefów były sceny kultowe i mitologiczne. Charakterystyczne dla sztuki hetyckiej są głęboko kute reliefy naskalne. Sztukę Nowego Państwa dopełniają figurki brązowe, ceramika i gliptyka.
W okresie nowohetyckim charakterystyczne są ortostaty przedstawiające sceny łowieckie i wyścigi wozów, a także motywy religijne. Wiele elementów sztuki Hetytów znalazło odbicie w sztuce asyryjskiej.

## Literatura
- Evelyn i Horst Klengel: Hetyci i ich sąsiedzi: dzieje kultury Azji Mniejszej od Çatalhüyük do Aleksandra Wielkiego. Warszawa: PIW, 1974
- Margarete Riemschneider: Od Olimpii do Niniwy w epoce Homera. Warszawa: PIW, 1969
- Maciej Popko: Kultobjekte in der hethitischen Religion (nach keilschriftlichen Quellen). Warszawa: Wydawnictwa UW, 1978
- Horst Klengel: Historia i kultura starożytnej Syrii. Warszawa: PIW, 1971
- Maciej Popko: Mitologia hetyckiej Anatolii. Warszawa: Wydawnictwa Artystyczne i Filmowe, 1987